# Francisco Pizarro (Colombia)
Francisco Pizarro è un comune della Colombia facente parte del dipartimento di Nariño.
L'abitato venne fondato da Bartolomé Ruiz nel 1526.